# Teatre d'Esparta
El Teatre d'Esparta (en grec: θέατρο Σπάρτης) fou un teatre romà d'Esparta (Grècia). Les ruïnes en són al vessant sud de l'acròpolis d'Esparta,  al nord del centre actual d'Esparta.

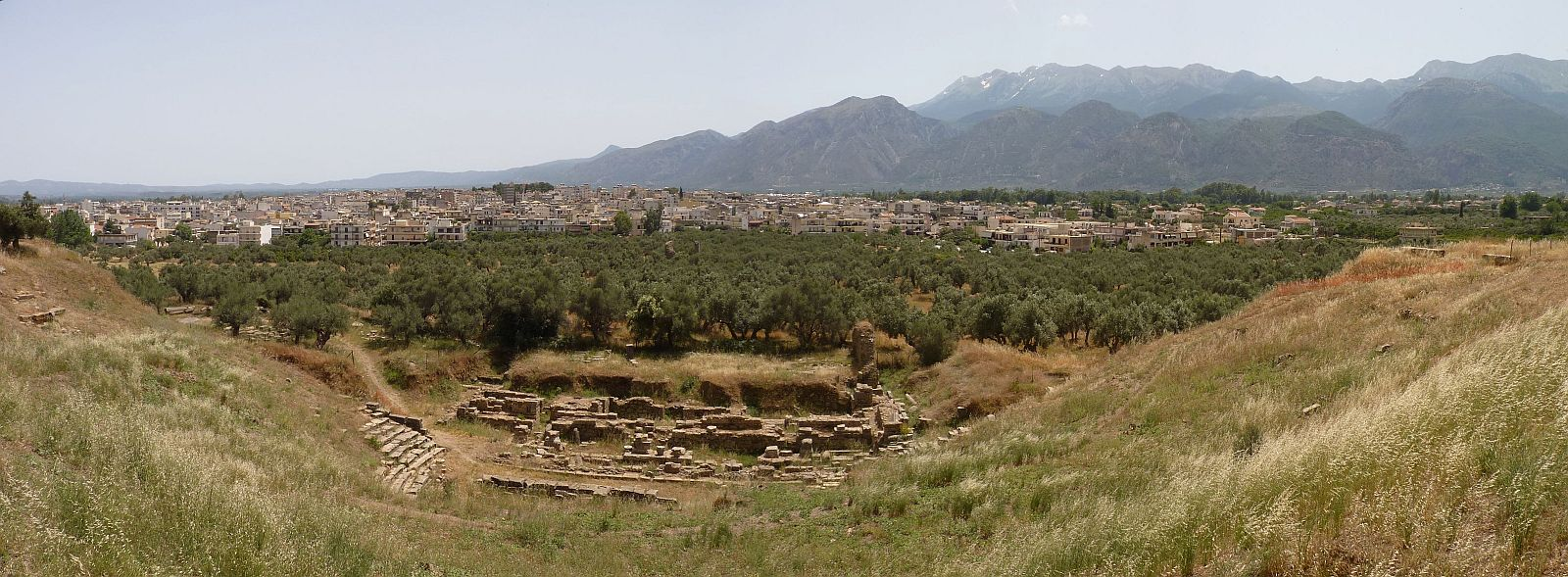
Ruïnes del teatre espartà, amb l'actual ciutat d'Esparta al fons.

Es va construir en època romana, a començament del període imperial, és a dir, a la fi del segle I abans de la nostra era o principis del segle i. A més, pràcticament totes les troballes del jaciment daten d'aquesta època. Per tant, el teatre no existia en l'època clàssica d'Esparta. S'utilitzava per a aplecs públics, festes i representacions teatrals.
Era un típic edifici teatral semicircular grec amb una orchestra circular al bell mig. Al costat nord hi havia una càvea semicircular en vessant orientada al sud. El diàmetre de l'orchestra era d'uns 28 m i el de tot el teatre d'uns 114 m. Les estructures fixes eren de marbre blanc. No tenia escenari fix, sinó un de fusta amb rodes que es traslladava per a les actuacions.
Està prou mal conservat; així i tot, és una de les ruïnes més ben conservades de l'antiga Esparta. En resta el frontispici, parts dels murs i fonaments, i l'accés a l'auditori. Les inscripcions dels murs daten del segle 100. Les ruïnes han estat restaurades amb el recolzament de la Unió Europea. A prop del teatre s'han trobat uns edificis comercials que atenien els espectadors. Eren sobretot de rajola i estaven decorats amb guix.